# Zdeněk Kryzánek
Zdeněk Kryzánek (30. října 1920 Jindřichův Hradec – 24. prosince 1975 Praha) byl český herec, vypravěč a dabér, autor jedné divadelní hry a několika drobných próz.

## Život
Jednalo se o člověka s velmi bouřlivým životním osudem, který kromě herectví vykonával v životě i řadu občanských povolání – např. výpravčí, stavební dělník nebo zámecký kastelán. Herectví se věnoval již od dětství jakožto nadšený jindřichohradecký ochotník. Během druhé světové války chtěl po maturitě na zdejším gymnáziu studovat herectví na Pražské konzervatoři, toto své studium sice řádně zahájil, ale nikdy je nedokončil. Po válce vystřídal několik angažmá v oblastních divadlech (Most, Plzeň). Na počátku 50. let 20. století hostoval v pražském Národním divadle. Tuto jeho slibně se rozvíjející kariéru přerušil zákaz a vězení za činnost neslučitelnou s tehdejším vládnoucím socialistickým systémem. Po této tragické události a po nucené odmlce následovalo krátké angažmá v divadle v Karlových Varech, poté se stal na několik let členem činohry Divadla na Vinohradech, odkud se v roce 1970 přes herecký soubor Filmového studia na Barrandově vrátil zpět do karlovarského divadla. Na počátku 70. let však v důsledku probíhající normalizace s divadelní činnosti skončil definitivně.
Osobnost Zdeňka Kryzánka však nesmíme zapomenout ještě v souvislosti s další uměleckou profesí a sice spisovatelskou. Byť tato skutečnost není až tolik známá, stal se Kryzánek také dramatikem, neboť je autorem jediné divadelní hry s názvem Oklamanci. Jedná se o příběh, který se odehrává v Jindřichově Hradci krátce po Druhé pražské defenestraci, tedy na počátku třicetileté války v 1. polovině 17. století. Hlavním hrdinou je zde mladý student Adam Václav Michna z Otradovic. Pokud je Vám toto jméno velmi povědomé, nemýlíte se. Je totiž autorem známé české vánoční ukolébavky „Chtíc, aby spal“. Tuto skutečnou historickou postavu si tedy Kryzánek zvolil jako figuru do své divadelní hry, v níž Michna prožívá lásku k Dorničce, patřící mezi protestanty. Celý příběh je podložen politickou situací své doby, kdy proti sobě stáli katolíci a protestanti.
Zdeněk Kryzánek též pracoval na své vlastní biografii. Psal knihu s názvem Paměti neposlušného herce, která však ke škodě čtenáře a milovníka české kinematografie nikdy nevyšla! Kryzánkovy vzpomínky vycházely pouze v roce 2001 na pokračování v Listech Jindřichohradecka, avšak klasické knižní podoby se doposud nedočkaly. To je přirozeně velká škoda, neboť jistě mnoho příznivců filmového herectví by rádo nahlédlo do profesních vzpomínek neprávem opomíjeného herce.
V českém filmu a v televizi vytvořil přes 60 různých rolí, převážně se ale jednalo o role drobné, epizodní nebo vedlejší.

## Život v datech
- 1940 maturita na gymnáziu v Jindřichově Hradci
- 1940–1941 studium, Státní konzervatoř v Praze, studium nedokončeno
- 1941–1945 výpravčí na dráze
- 1945–1946 Městské divadlo v Mostě
- 1946–1959 Divadlo Josefa Kajetána Tyla v Plzni
- 1950–1953 Národní divadlo
- 1959–1961 vězněn za činnost proti socialistickému zřízení
- 1962–1964 dělník na stavbě 3. základní školy a kastelán na zámku v Jindřichově Hradci
- 1964–1966 Divadlo Vítězslava Nezvala Karlovy Vary
- 1966–1967 Divadlo na Vinohradech Praha
- 1967–1968 Krušnohorské divadlo Teplice
- 1967–1970 Československý státní film Praha
- 1970–1971 Městské divadlo Karlovy Vary (dříve: Divadlo Vítězslava Nezvala Karlovy Vary)
- 1971–1975 svobodné povolání – (důchod)

## Dílo

### Dramata
- Oklamanci — životopisná hra o Adamu Michnovi z Otradovic a jeho působení v Jindřichově Hradci

### Pověsti
- Jindřichohradecké pověsti — starožitná pověst o erbovní implantaci slavné Růže pětilisté

- Kňour — pověst o bohatém měšťanovi Hanuši Knauerovi, kterému lidé říkali Kńour

- Bílá paní — humorná pověst z doby, kdy Kryzánek působil na Jindřichohradeckém zámku jako kastelán

### Lyrické prózy
- Věnce z klokočí
- Jindřichohradecká podzimní procházka

### Knihy
- Paměti neposlušného herce — autobiografická kniha, vyšlo na pokračování v roce 2001 pouze v Listech Jindřichohradecka

### Filmografie, výběr
- 1948 Ves v pohraničí, (postava: voják ve vlaku)
- 1948 Svědomí, (postava: strážník)
- 1948 Dravci, (postava: sklepmistr Jenda)
- 1948 Němá barikáda, (postava: barikádník František Švec)
- 1950 Temno, (postava: českobratrský kněz)
- 1950 Vstanou noví bojovníci, (postava: vachmajstr Štefl)
- 1952 Velké dobrodružství, (postava: Hynek Leeb, účastník výpravy)
- 1953 Jestřáb kontra Hrdlička, (postava: hrabě Walewský, Romanovův kumpán)
- 1955 Jan Žižka, (postava: voják Beznoska)
- 1956 Proti všem, (postava: rakouský žoldnéř)
- 1958 Černý prapor, (postava: Ketham)
- 1959 Život pro Jana Kašpara, (postava: asistent MUDr. Friedl)
- 1965 Úplně vyřízený chlap, (postava: náborář Kajman)
- 1967 Údolí včel, (postava: pán z Vlkanova)
- 1967 Noc nevěsty, (postava: hajný)
- 1967 Markéta Lazarová, (postava: královský hejtman Pivo)
- 1967 Hra bez pravidel, (postava: Burián)
- 1968 Hříšní lidé města pražského TV seriál, (postava: rybář Nedoma, epizoda Černé rukavice)
- 1968 Čest a sláva, (postava: rychtář)
- 1968 Pasťák, (postava: vychovatel Kostelecký)
- 1969 Já, truchlivý bůh, (postava: otec Janičky)
- 1969 Ezop, (postava: lýdský vladař Krésos)
- 1969 Směšný pán, (postava: zřízenec)
- 1969 Slasti Otce vlasti, (postava: prelát - učitel)
- 1969 Případ pro začínajícího kata, (postava: ministr orby)
- 1969 Odvážná slečna, (postava: mlynář Mika)
- 1969 Kladivo na čarodějnice, (postava: lesmistr Zeidler, přísedící)
- 1969 Smuteční slavnost, (postava: Kafka)
- 1970 Čtyři vraždy stačí, drahoušku, (postava: gangster Bill z Michaga)
- 1970 Už zase skáču přes kaluže, (postava: opilec v nemocnici)
- 1971 Rozsudek, seriál (postava: partyzán Josef Homolka)
- 1971 Tajemství velikého vypravěče, (postava: generál Foy)
- 1971 F. L. Věk, televizní seriál (postava: Žalman, soused Věkových, 6 epizod)
- 1971 Chléb a písně, televizní film (postava: Kuchynka)
- 1971 Klíč (postava: velitel SS)
- 1971 Babička, dvoudílný televizní film (postava: myslivec)
- 1971 Svatba bez prstýnku, (postava: dílenský mistr Melichar)
- 1972 Pan Tau, televizní seriál (postava: tulák, epizoda: Pan Tau v cirkusu)
- 1972 Duhový luk, televizní seriál (postava: parťák dřevorubců Lukáš, 5 epizod)
- 1972 Aféry mé ženy, televizní film (postava: kolotočář Max Kubeš, povídka Vražda v Čertově mlýně)
- 1973 Zlá noc, (postava: buldozerista Šefčík)
- 1974 Noc oranžových ohňů, (postava: brigadýr světnice Houska)
- 1975 Slovácko sa nesúdí, televizní seriál (postava: Obrúčka, 3 epizody)
- 1975 Tam, kde hnízdí čápi, (postava: sedlák Mašát)
- 1976 Bouřlivé víno, (postava: Kvasnička)

### Dabing
- 1974 Sirius (postava: hajný)

### Rozhlas
- 1954 Nikolaj Vasiljevič Gogol: Hráči; postava: Švochněv
- 1959 Život pro Jana Kašpara; postava: dispečer Bartoš
- 1973 Pověst o stříbrné jedli; postava: komentář

## Zajímavosti
Po Zdeňku Kryzánkovi je pojmenována ulice v Karlových Varech, která souvisí s jeho působením v Divadle V. Nezvala.